# Вестбери (станция)
Вестбери (англ. Westbury railway station) — железнодорожная станция, расположенная в городе Вестбери, Англия.
Управление станцией осуществляется компанией First Great Western. За 2004/05 года станцией воспользовалось 0.292 миллиона пассажиров.